# Feldberg (hegy)
A Feldberg a Fekete-erdő legmagasabb hegye. Itt található 1493 méteres magasságban Baden-Württembergnek és Németország Alpokon kívüli részének a legmagasabb pontja. A helyi Feldberg község róla kapta a nevét. A csúcstól nem messze található Németország legmagasabban fekvő települése.